# 西布里奇福德
西布里奇福德（West Bridgford）是英格兰诺丁汉郡拉什克利夫自治市下属的一个镇，与诺丁汉市区隔特伦特河相望，是诺丁汉的郊区组成部分，为拉什克利夫自治市的行政中心。